# Hoeglundina
Hoeglundina es un género de foraminífero bentónico de la subfamilia Epistomininae, de la familia Epistominidae, de la superfamilia Ceratobuliminoidea, del suborden Robertinina y del orden Robertinida. Su especie tipo es Rotalia elegans. Su rango cronoestratigráfico abarca desde el Paleoceno hasta la Actualidad.

## Discusión
Hoeglundina ha sido considerado un sinónimo posterior de Epistomina.

## Clasificación
Hoeglundina incluye a las siguientes especies:
- Hoeglundina azerbaidjani
- Hoeglundina chalilovi
- Hoeglundina conusana
- Hoeglundina galapagosensis
- Hoeglundina gorodistchensis
- Hoeglundina guadalupensis
- Hoeglundina hauteriviensis
- Hoeglundina kelevudagica
- Hoeglundina lucida
- Hoeglundina neocarinata
- Hoeglundina pervagata
- Hoeglundina praelaticostata
- Hoeglundina primitiva
- Hoeglundina semiclausa
- Hoeglundina versabilis

Otras especies consideradas en Hoeglundina son:
- Hoeglundina elegans, aceptado como Epistomina elegans
  - Hoeglundina elegans bikiniensis
  - Hoeglundina elegans crista
- Hoeglundina ultragranulata, de posición genérica incierta
- Hoeglundina postaptiensis, de posición genérica incierta